# Крушинница
Круши́нница, или лимо́нница, или лимонница обыкновенная, или лимонница крушинная, (лат. Gonepteryx rhamni), — дневная бабочка из семейства белянок (Pieridae). Видовое название происходит от лат. Rhamnus — крушина, одно из кормовых растений гусеницы.

## Описание

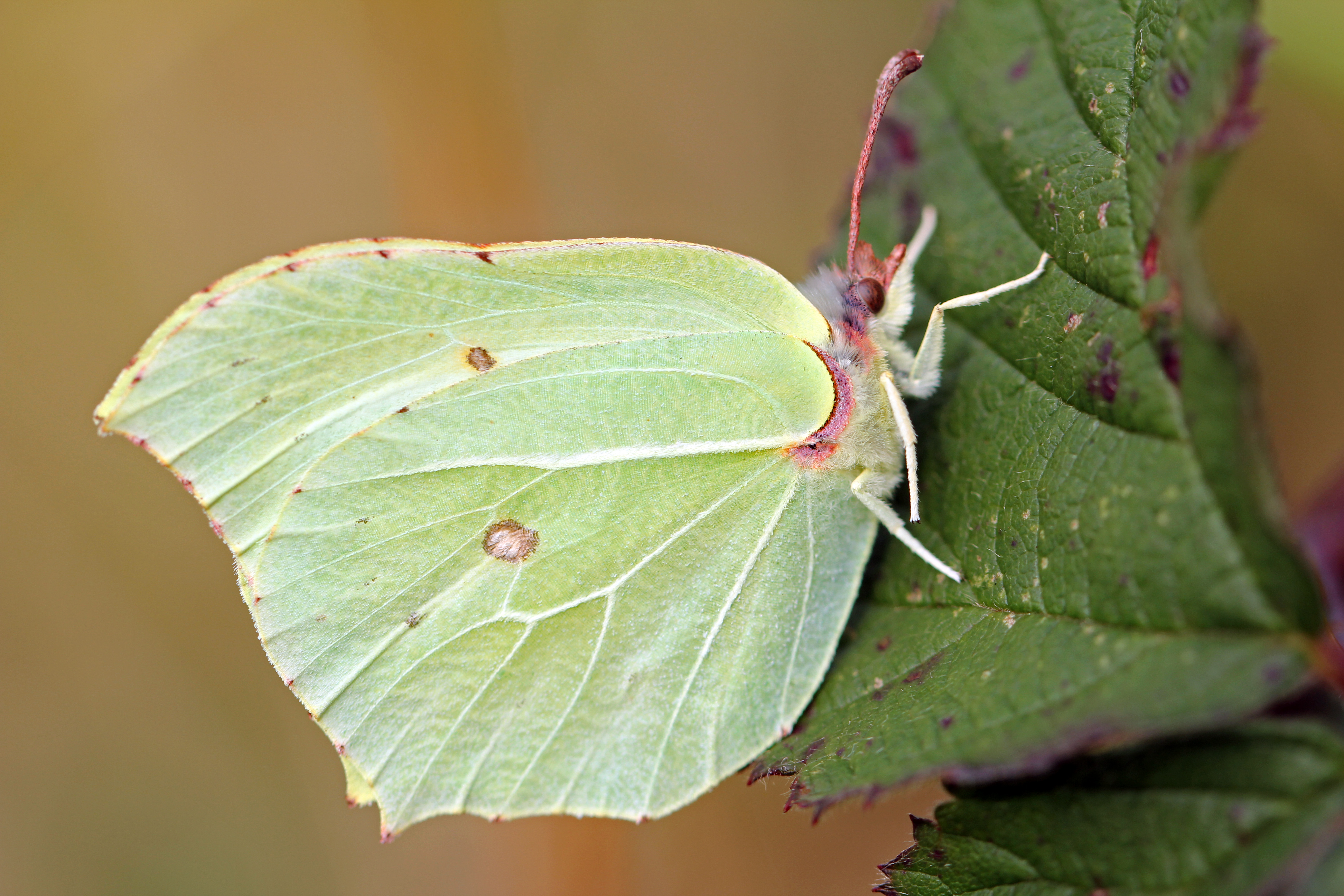
Нижняя сторона крыльев

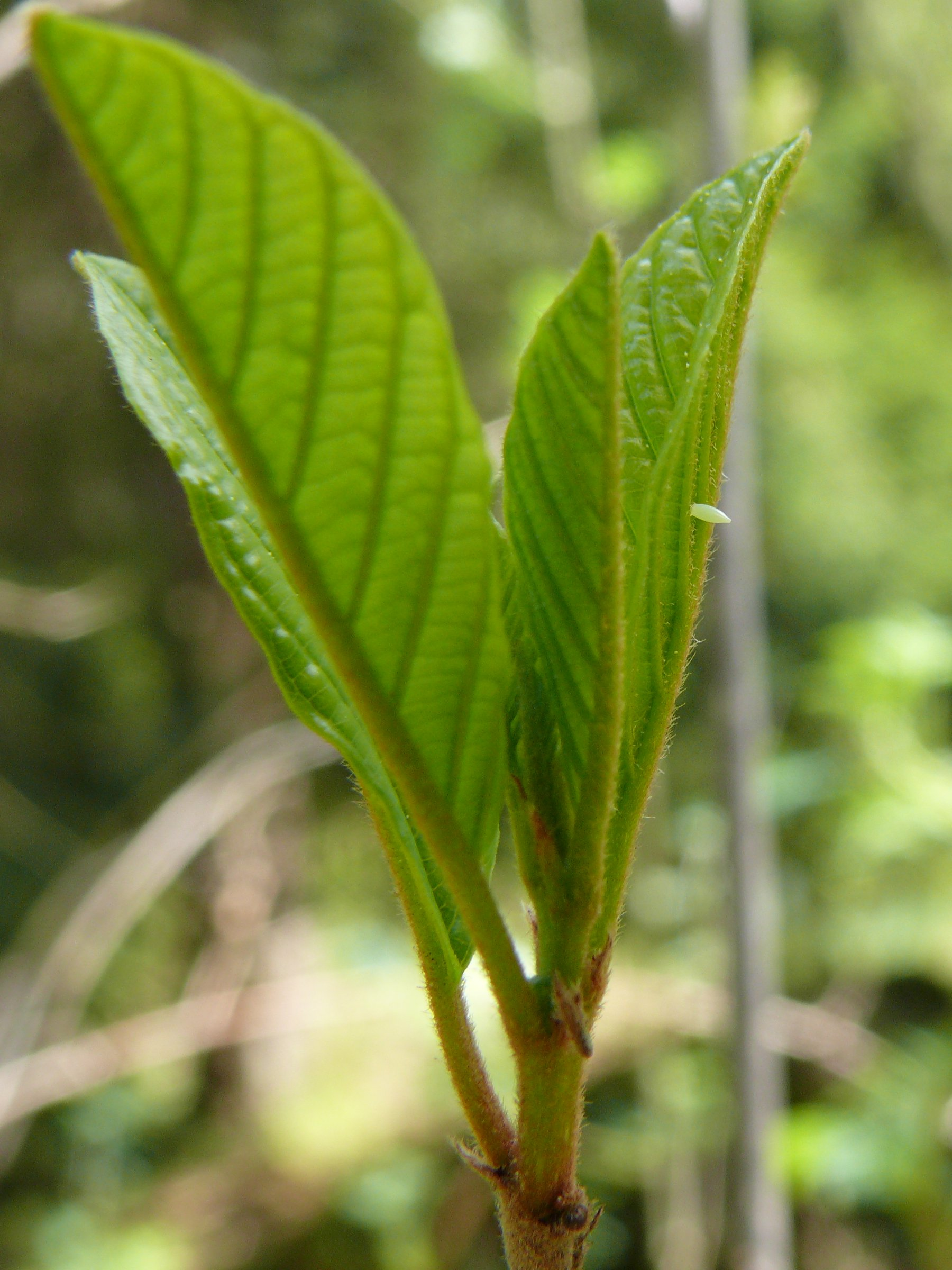
Яйцо

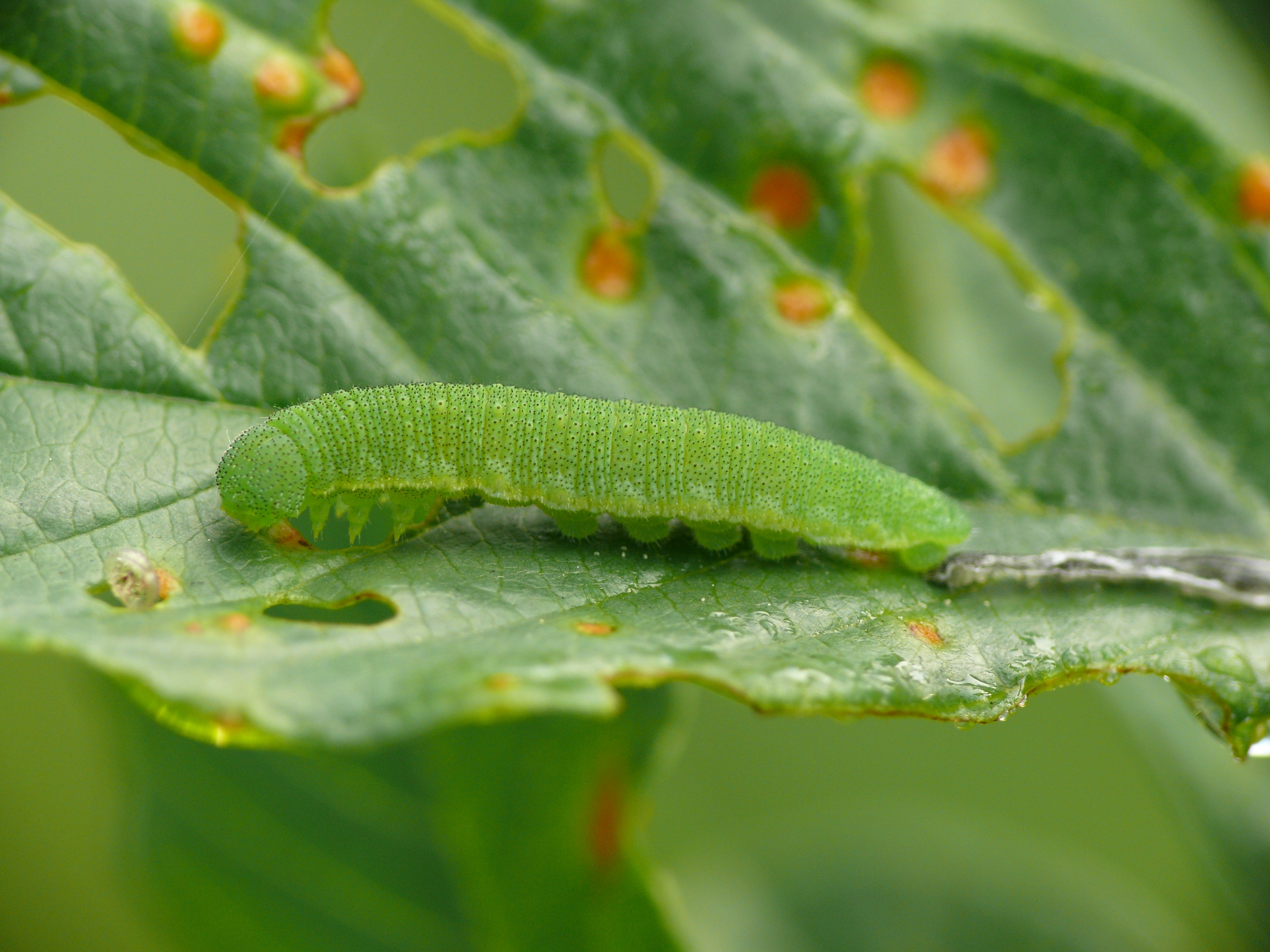
Гусеница

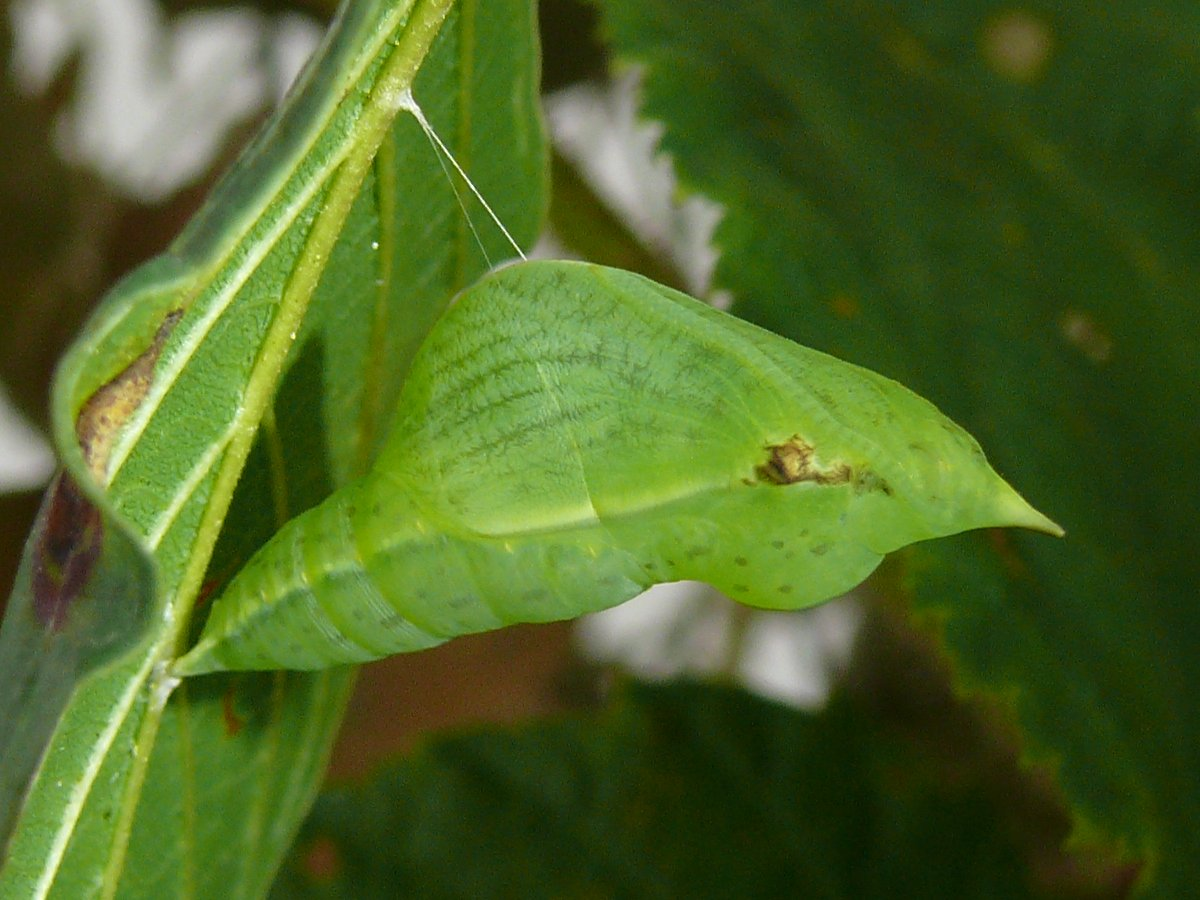
Куколка

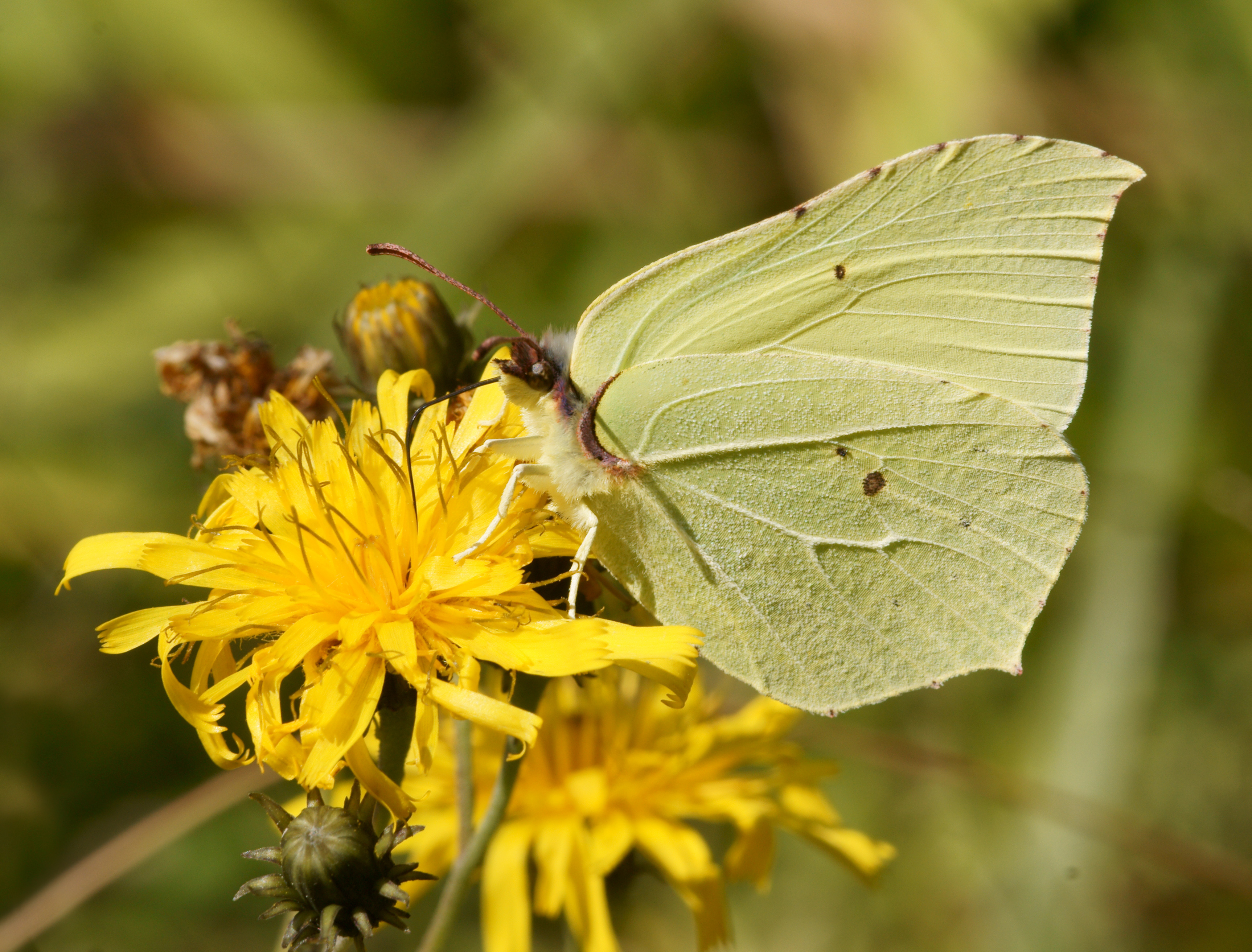
Взрослое насекомое

Длина переднего крыла 26—31 мм, на юге ареала до 33 мм (форма Gonepteryx rhamni f. meridionalis). Размах крыльев до 52—60 мм. Окраска самцов ярко-жёлтая, самок — зеленовато-белая; посредине крыла имеется красно-оранжевая точка. Каждое крыло имеет по острому углу. Брюшко и грудь тёмные, чёрно-серые, густо опушены длинными белыми волосками.

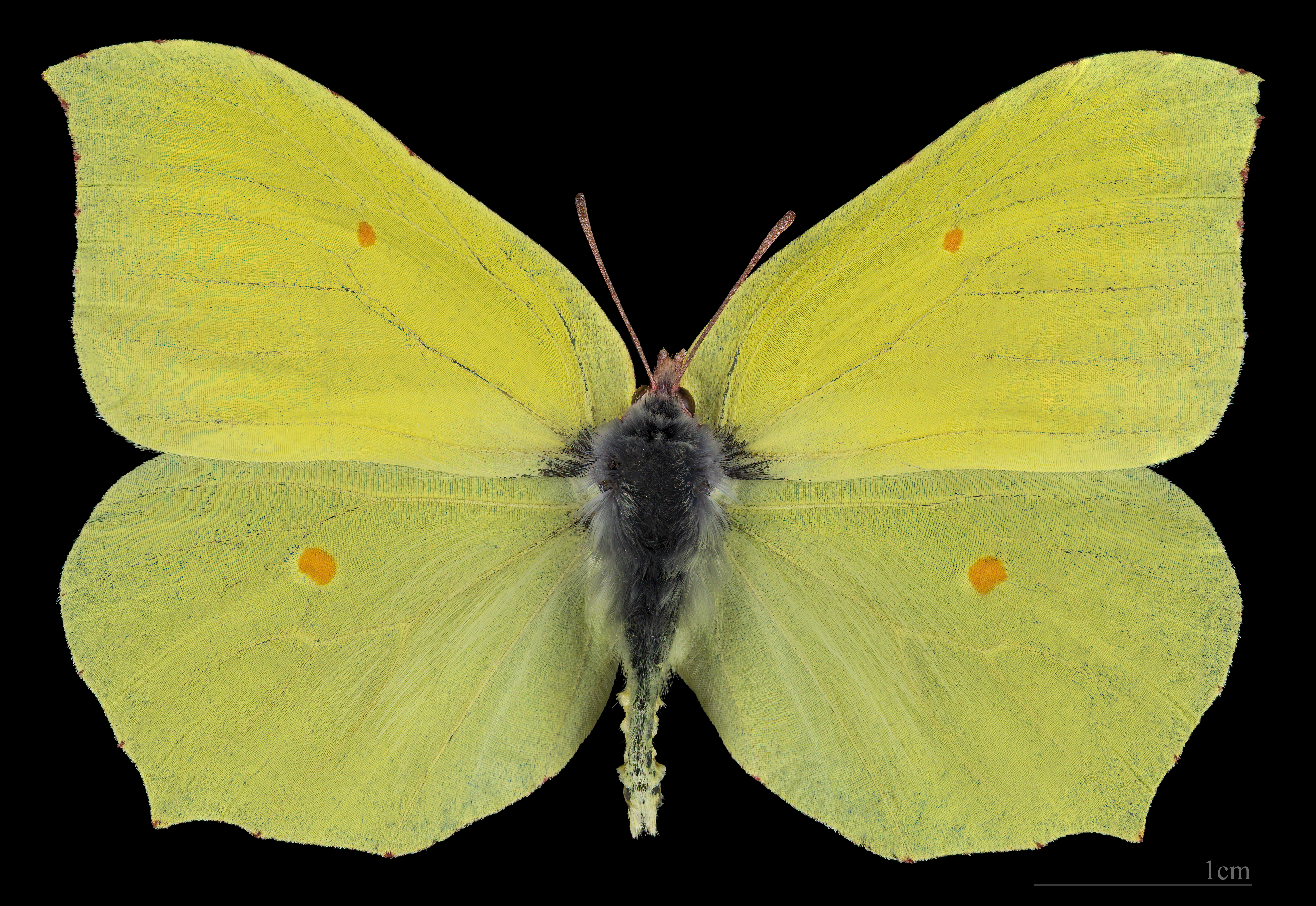
Gonepteryx rhamni ♂
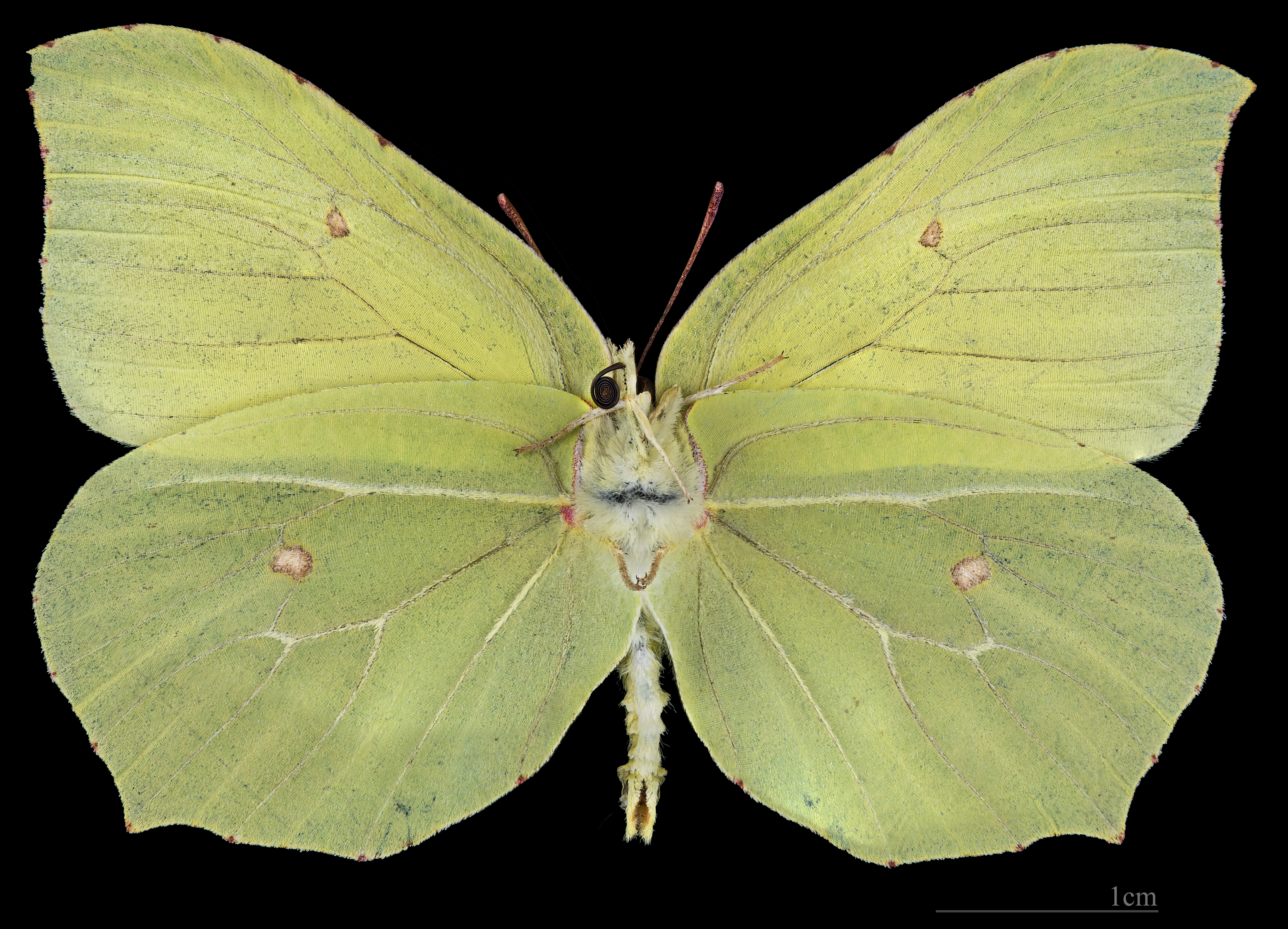
Gonepteryx rhamni ♂  △
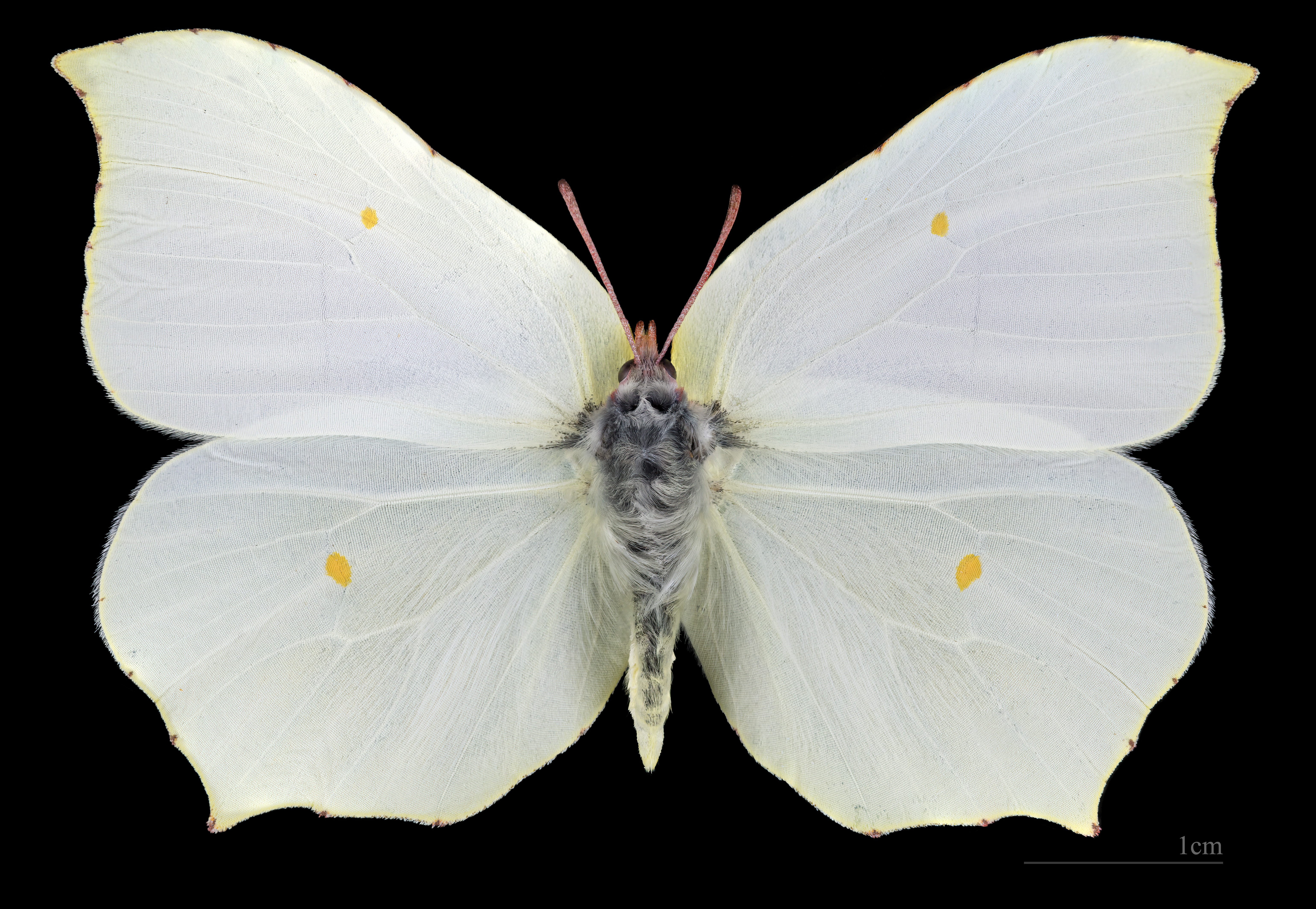
Gonepteryx rhamni ♀
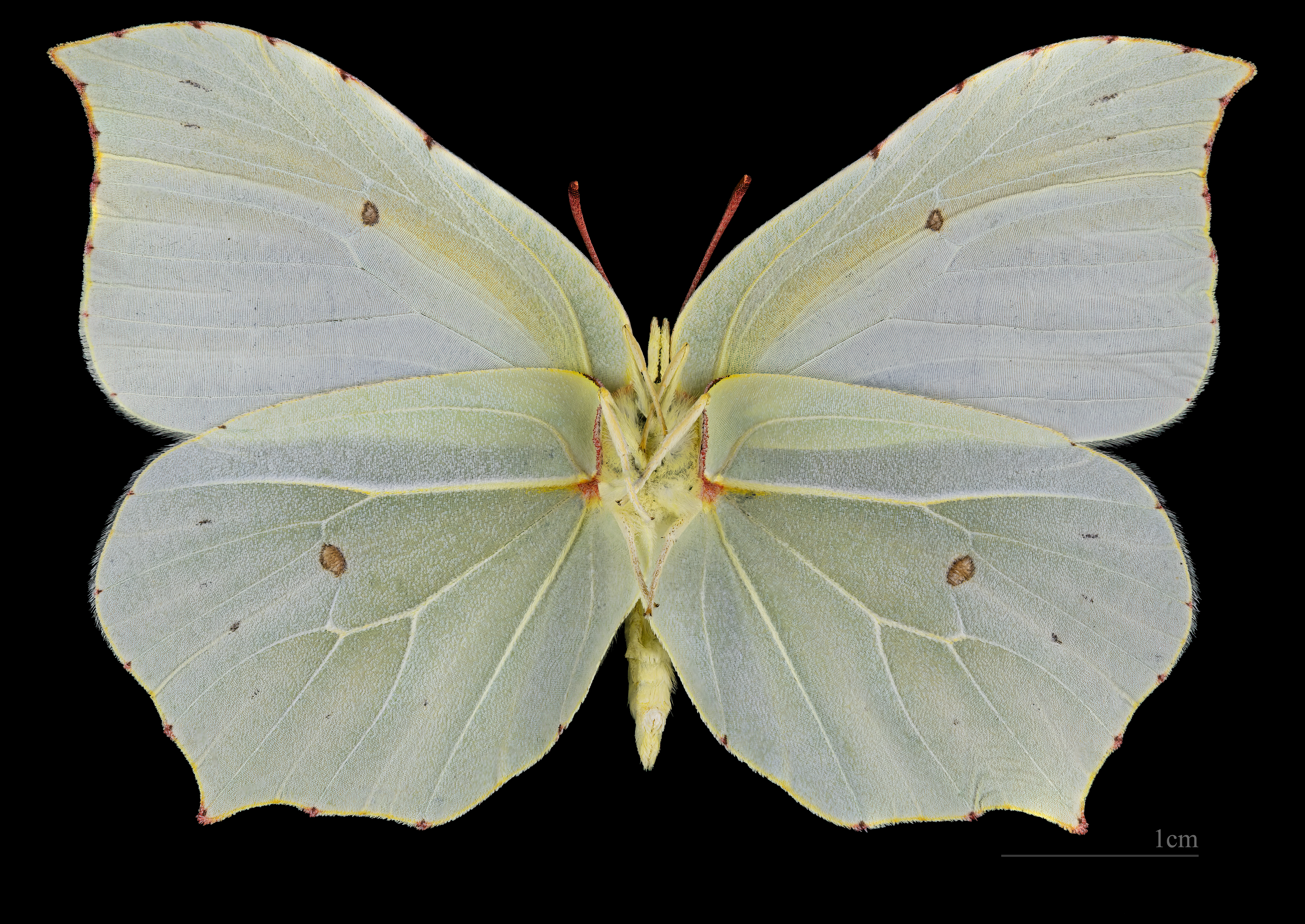
Gonepteryx rhamni ♀ △

## Ареал
Один из самых широкораспространённых видов семейства.
В ареал входят Европа, Кавказ с Закавказьем, Северная Африка, Малая Азия, Казахстан, Средняя Азия, Западная и Южная Сибирь на восток до Прибайкалья, Монголия.
Встречается по всей территории Восточной Европы, доходя на севере до полярного круга. Отсутствует в зоне пустынь, в степном Предкавказье, на крайнем севере от Англии до Скандинавии, а также на острове Крит.

## Местообитание
Встречается в редкостойных лесах, в том числе и хвойных, на лесных просеках, заливных лугах, в парках и садах. В горах поднимается на высоту до 2000 метров над уровнем моря.

## Время лёта
Март — 3 декада, апрель, май, июль, август, сентябрь, октябрь — 1 декада.

## Биология
Развивается в одном поколении. Бабочки выходят из куколок в конце июня и летают до второй декады октября.
Жизненный цикл отличается от других бабочек — эта летает чрезвычайно долго и считается своеобразным долгожителем. Лёт начинается в конце апреля — начале мая и продолжается до осени и следующей весны. Энергетически выдержать такой длительный жизненный срок крушинницам позволяют многочисленные диапаузы. Полетав несколько дней, на несколько недель они впадают в диапаузу, а затем при благоприятных условиях вновь становятся активными на несколько дней, в течение которых усиленно питаются. Зимуют оба пола, и их лёт продолжается весной с наступлением оттепелей до начала июня.

## Размножение

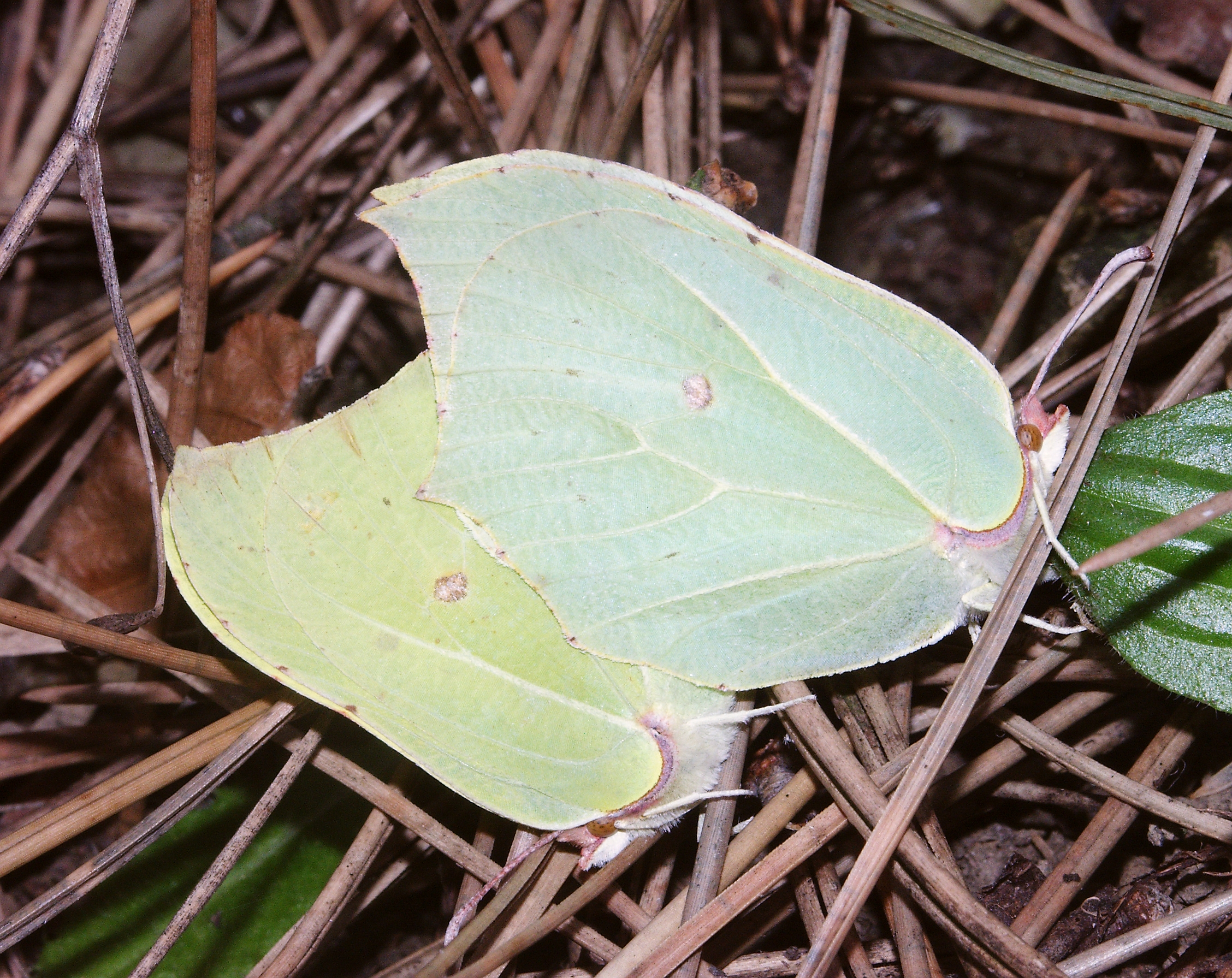
Спаривающиеся имаго

Спаривание происходит весной и сопровождается брачными полётами самок и самцов. Самка летит впереди, а самец следует за ней, сохраняя постоянную дистанцию.

### Яйцо
Самка откладывает яйца, обволакивая их клеящей массой, по 1—2, реже 4—5 на почки и молодые стебли крушины.

### Гусеница
Гусеницы вылупляются в июне. Окраска зелёная, по бокам светлее, с матовой белесоватой полоской над ногами. Гусеницы первого возраста держатся на нижней стороне листьев вдоль центральной жилки. Выедают паренхиму, оставляя верхнюю стенку листа неповреждённой. Достигнув второго возраста, перемещаются на верхнюю сторону листьев и располагаются вдоль центральной жилки, объедая листья по краям.
Стадия гусеницы около 4 недель. Гусеницы проходят пять возрастов. Продолжительность стадии зависит от метеорологических условий — при пасмурной, холодной и сырой погоде развитие замедляется, при сухой и солнечной — ускоряется. Кормовые растения: крушина (Frangula sp.), в частности крушина ломкая (Frangula alnus) и крушина слабительная (Rhamnus cathartica).

### Куколка
Окукливание происходит в июле на кормовых растениях.